# Fútbol Sala La Massana
Fútbol Sala La Massana es un equipo de fútbol sala de Andorra de la parroquia de La Massana, que juega en la Primera División de Fútbol Sala de Andorra, la más importante del país.
También tiene una sección de fútbol que juega en la Segunda División de Andorra, la segunda liga de fútbol de Andorra. 

## Historia
Fue fundado en el año 2005 en la localidad de La Massana. Es más conocido por su equipo de fútbol sala, ya que varios de sus jugadores han formado parte del equipo nacional de fútbol sala de Andorra.[cita requerida]
En 2020, el equipo terminó en segunda posición de la Segunda División de Andorra 2019-20 y disputó el play-off de promoción contra el penúltimo de la Primera División, C. E. Carroi. Sin embargo, acabó perdiendo por el marcador de 4-1. En la temporada 2020-21, el equipo volvió a terminar segundo y disputó el play-off de promoción nuevamente contra el Carroi. Acabó perdiendo en el marcador global por 5-1 y no ascendió. En la temporada 2021-22, por el tercer año consecutivo, disputó el play-off de promoción, en esa ocasión ante el U. E. Engordany, y acabó perdiendo por el marcador global de 7-1.
En la temporada 2023-24, por primera vez, fue campeón de Segunda División y ascendió a Primera División de Andorra.

## Entrenadores
- Jordi Pascual (2013-2015)[10]
- Luis Blanco (2015)[11]
- Vicente Muñoz (2024)[12]
- Sergio Tomás (junio de 2024-presente)[3]

## Temporadas
| Liga                        | Año     | Pos | PJ | PG | PE | PP | GF  | GC  | GD  | Pts |
| --------------------------- | ------- | --- | -- | -- | -- | -- | --- | --- | --- | --- |
| Segunda División de Andorra | 2010-11 | 8   | 18 | 3  | 4  | 11 | 25  | 55  | −30 | 13  |
| Segunda División de Andorra | 2011-12 | 10  | 18 | 1  | 1  | 16 | 17  | 80  | −63 | 4   |
| Segunda División de Andorra | 2012-13 | 12  | 22 | 3  | 1  | 18 | 16  | 66  | −50 | 10  |
| Segunda División de Andorra | 2013-14 | 10  | 14 | 5  | 1  | 8  | 22  | 40  | −18 | 16  |
| Segunda División de Andorra | 2014-15 | 4   | 16 | 5  | 4  | 7  | 41  | 45  | −4  | 19  |
| Segunda División de Andorra | 2015-16 | 8   | 23 | 7  | 3  | 13 | 48  | 58  | −10 | 24  |
| Segunda División de Andorra | 2016-17 | 5   | 23 | 7  | 3  | 13 | 49  | 69  | −20 | 24  |
| Segunda División de Andorra | 2017-18 | 4   | 22 | 13 | 3  | 6  | 70  | 40  | +30 | 42  |
| Segunda División de Andorra | 2018-19 | 3   | 23 | 16 | 2  | 5  | 104 | 33  | +71 | 50  |
| Segunda División de Andorra | 2019-20 | 2   | 16 | 14 | 0  | 2  | 83  | 19  | +64 | 42  |
| Segunda División de Andorra | 2020-21 | 2   | 20 | 15 | 3  | 2  | 42  | 14  | +28 | 48  |
| Segunda División de Andorra | 2021-22 | 2   | 26 | 17 | 5  | 4  | 80  | 34  | +46 | 56  |
| Segunda División de Andorra | 2022-23 | 5   | 24 | 10 | 4  | 10 | 56  | 40  | +16 | 34  |
| Segunda División de Andorra | 2023-24 | 1   | 16 | 12 | 0  | 4  | 52  | 19  | +33 | 36  |
| Primera División de Andorra | 2024-25 | 10  | 27 | 1  | 2  | 24 | 10  | 102 | -92 | 5   |

## Palmarés
- Segunda División de Andorra:
- Campeón (1): 2023-24.